# 等离子体形状控制
核聚变实验中托卡马克和仿星器产生的磁约束聚变等离子体都会有一个特定的形状。等离子体形状控制是在这些情况下研究等离子体形状的学科，它对于下一代聚变堆（例如国际热核聚变实验反应堆）的研制非常重要。这种形状是等离子体的参数的一部分。轴对称的实验设施，尤其是托卡马克，由于其对称性可以通过其截面来分析。

## 历史
早期聚变堆的设计为了便于设计和理解，往往有着圆形的截面。一般来说聚变堆会使用环形的布局，例如托卡马克和大多数的仿星器都是如此，这样可以使其等离子中的离子和电子在磁场中绕环面高速运动。然而，靠外侧的等离子走过的路程较内部的更长，从而造成了数种效应，破坏了等离子体的稳定性。
在20世纪60年代，一些不同的方法被用于解决这些问题。通常几个磁场被组合在一起使得设备内的总的净磁场扭曲成一种双螺旋。离子和电子绕着这些路线内外移动，混合在一起并且抑制了几个最显著的不稳定因素。
在20世纪80年代，在这个方向上的进一步研究表明，在外部使用螺旋形且不对成的载流线圈可以带来更好的结果。此后的一系列的实验开始使用“C”和“D”字形的等离子体腔。
通过将一个或几个塑形线圈中的电流加大到足够高，就可以有一个或几个“X点”。“X点”被定义为空间中的切向场强为零的点。与“X点”相交的磁通量表面称为分界面，并且由于该表面外部的所有磁通量表面都是无约束的，分界面定义了LCFS（Last Closed Flux Surface）。以前，通过在等离子体中插入材料限制器来建立LCFS，其将等离子体温度和电势以及其他物理量量固定为等于限制器的量。从LCFS逃逸的等离子体将没有优先方向，可能会损坏设备。通过建立“X点”和分界面，等离子体边缘与容器壁解耦合，同时排出的热量和等离子体粒子将会优先转向容器中“X点”附近的已知区域。 

## 截面
在具有上下对称性的简单情形下，通常使用四个参数来定义等离子体横截面：
- 等离子体拉长比，{\displaystyle \kappa ={b \over a}}，其中 {\displaystyle a}是等离子体的小半径，{\displaystyle b}是从赤道平面测量的等离子体的高度；
- 等离子体三角形变，{\displaystyle \delta }，定义为等离子大半径{\displaystyle R}和X点之间的水平距离；
- 低场侧LCFS的水平倾角；
- 高场侧LCFS的水平倾角。

通常而言，即没有上下对称的情况下，会有上三角形变和下三角形变。托卡马克可能会有负的三角形变。